# Борисоглебский храм в Остроумовском Городке
Борисоглебский храм в Остроумовском Городке (также Храм во имя святого Бориса в Остроумовском городке) — несохранившаяся русская православная церковь в Харбине, Китай.

## История
Приход основан в 1923 году в период застройки Остроумовского Городка (посёлок Чинхэ) и заселения его русскими жителями. Храм освящён в 1927 году архиепископом Мефодием (Герасимовым).
Священник Николай Падерин в своих воспоминаниях о церковной жизни Харбина относит Борисоглебский храм к церквам, которые имели «обычное приходское назначение как очаги духовной жизни».
После закрытия храма в середине 1950-х годов его иконостас, иконы и утварь были перенесены в новый, ныне действующий храм на православном кладбище в отдалённом пригороде Харбина Хуаншань в районе Санкешу.

## Клир
настоятели
- Михаил Топорков (1923—1953)
- Александр Лебедев (1953—1955)

сверхштатный священник
- Николай Пономарёв (1926—1928)

диакон
- Александр Лебедев (1936—1953)